# Пурікан
Пурікан (рос. Пурикан) — станція Тиндинського регіону Далекосхідної залізниці Росії, розташована на дільниці Тинда — Бамівська між станціями Аносовська (відстань — 17 км) і Муртигіт (16 км). Відстань до ст. Тинда — 115 км, до ст. Бамівська — 65 км.